# Neuromyter
Neuromyter eller hjärnmyter är olika felaktiga föreställningar om hur stimulans av hjärnan kan påverka inlärning, att elever har olika inlärningsstilar och att undervisningen behöver anpassas utifrån dessa.  Begreppet som används för att beskriva idéer om lärande som inte är vetenskapligt bevisade, och myntades i OECD-rapporten Understanding the brain: Towards a New Learning Science från 2002. Neuromyter är benämningen på felaktiga uppfattningar om hur hjärnan fungerar, ofta inom utbildning och inlärning. Dessa myter bygger vanligtvis på en förenklad eller missförstådd tolkning av neurovetenskaplig forskning och kan påverka utbildningsstrategier och metoder negativt. De leder till att undervisning baseras på ogrundade antaganden istället för på vetenskapliga bevis. Enligt den svenska forskaren och utbildningssociologen Anita Norlund har Skolverket, Specialpedagogiska skolmyndigheten (SPSM), förlag bakom kurslitteratur och universitetet spridit neuromyter. Hon kritiserar också att vetenskapliga teorier lyfts in i klassrummet, exempelvis det psykologiska konceptet Grit.
Inom lärande och utbildning finns det flera neuromyter som har fått stor spridning. En av de mest kända myterna är meshing-hypotesen, eller anpassningshypotesen, som innebär ett antagande om att elever lär sig bäst när undervisningen anpassas efter deras individuella lärstilar, något Universal Design for Learning (UDL) bygger vidare på i sitt pedagogiska ramverk. Forskning har dock inte kunnat påvisa något stöd för denna hypotes trots att hypotesen testats flera gånger, medan det finns vetenskapliga bevis för att ett fokus på att anpassa undervisning efter lärstilar inte leder till bättre elevresultat. Trots detta visar en forskningsöversikt från 2020 att en majoritet (89%) av lärare över hela världen fortsätter att tro att anpassningshypotesen är korrekt. En studie från 2015 visade också att de flesta forskningsrapporterna inom högre utbildning sprider myten om lärstilar.
En annan vanlig neuromyt är föreställningen om att människor hjärnor där de två halvorna skulle lära sig på olika sätt, vilket saknar grund i neurovetenskapen. Tanken är att individen är antingen "högerhjärniga" eller "vänsterhjärniga", där högerhjärniga personer skulle vara mer kreativa och vänsterhjärniga mer logiska. Detta är en förenklad och felaktig beskrivning av hjärnans funktioner. Forskning visar att båda hjärnhalvorna arbetar tillsammans och kompletterar varandra i de flesta kognitiva processer. Ett ytterligare exempel på neuromyt är puls för lärande (PFL) som gör gällande att pulsträning leder till högre meritvärden. Källorna till idén kommer från USA där ingen forskning genomförts på området.
Educational neuroscience är ett framväxande vetenskapligt område som syftar till att utforska samspelet mellan biologiska processer och utbildning. Forskare undersöker bland annat neurala mekanismer för läsning, numerisk kognition och uppmärksamhet samt relaterade svårigheter som dyslexi, dyskalkyli och ADHD. Målet är att generera forskning som kan stärka utbildningsverksamheter genom en transdisciplinär förståelse av inlärning och undervisning. Ett viktigt mål för educational neuroscience är att undvika "mellanhanden inom hjärnbaserad inlärningsindustri", som har ett kommersiellt intresse i att sälja "neuromyter" och deras påstådda lösningar. Neuromyter inom utbildning kan leda till felaktig användning av resurser och att elever inte får den bästa möjliga utbildningen. Trots bristen på bevis för neuromyter, som till exempel inlärningsstilar, har dessa idéer fortfarande ett starkt grepp om utbildningsfältet.